# Presqu'île des Baradères

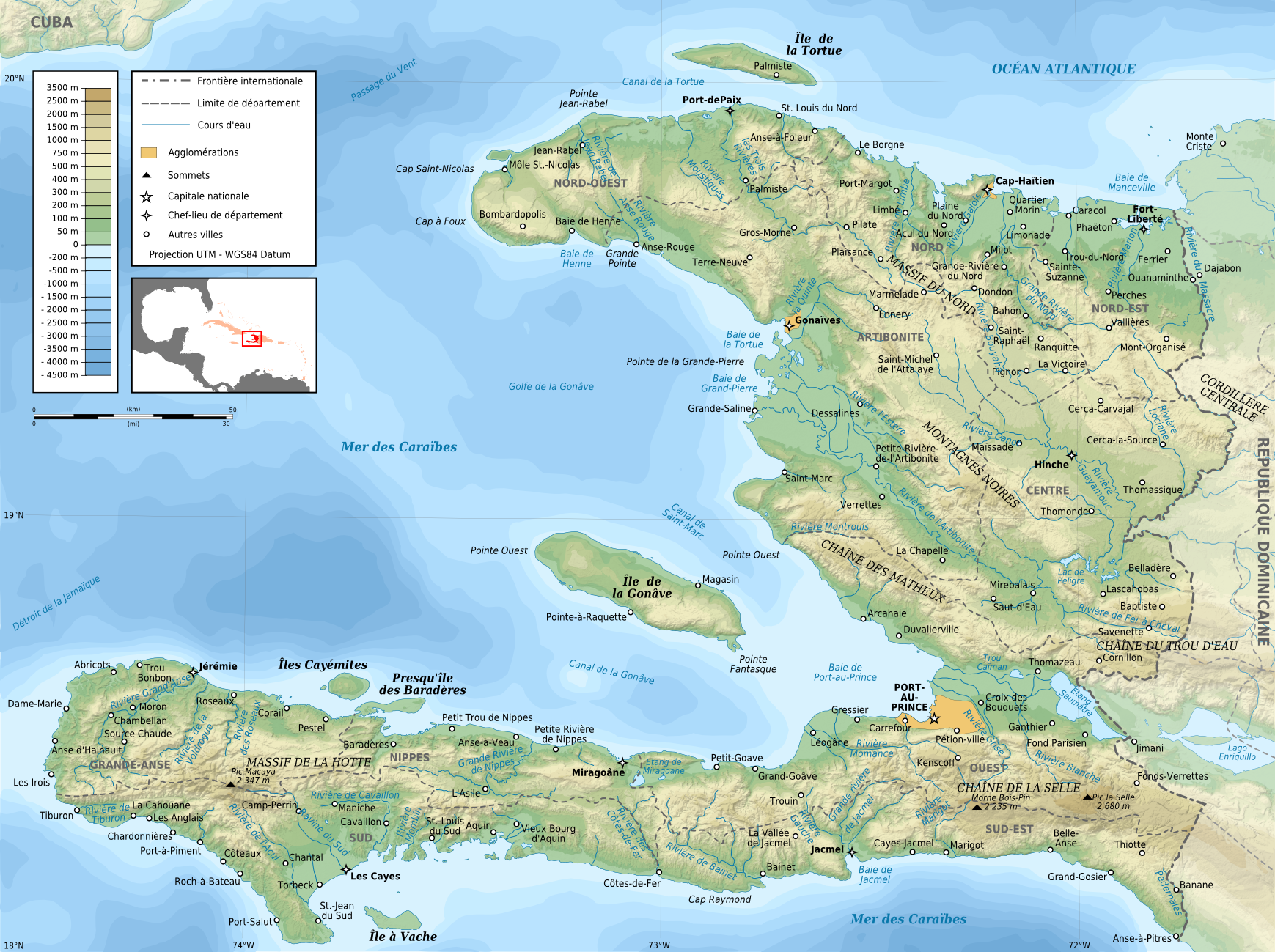
Localisation de la presqu'île des Baradères au sud-ouest d'Haïti.

La presqu'île des Baradères ou Barradères est une avancée de terre située le long de la côte septentrionale de la péninsule de Tiburon dans le département de Nippes (arrondissement de Barradères) à Haïti.

## Géographie
La presqu'île des Baradères est longue d'une quinzaine de kilomètres sur une largeur allant de 1 à 3 kilomètres. Orientée vers l'Est et elle est rattachée à la péninsule de Tiburon par un étroit passage à la hauteur de la bourgade dénommée « Étroit ».
Elle ferme la baie  des Baradères sur son côté nord. Cette baie est verrouillée par un chapelet d'îlots qui s'égraine depuis la ville de Petit-Trou-de-Nippes jusqu'au Grand-Boucan, chef-lieu de la commune homonyme et qui compte deux autres villages : « Grandes Anses » et « Eaux-Basses ». Outre « Étroit », la commune de Grand-Boucan compte également le hameau de « Braillard ».

## Faune
La presqu'île des Baradères est le lieu de vie de l'Amphisbaena caudalis qui est une espèce endémique d'amphisbènes de la famille des Amphisbaenidae.